# Pawel Alexandrowitsch Rostowzew

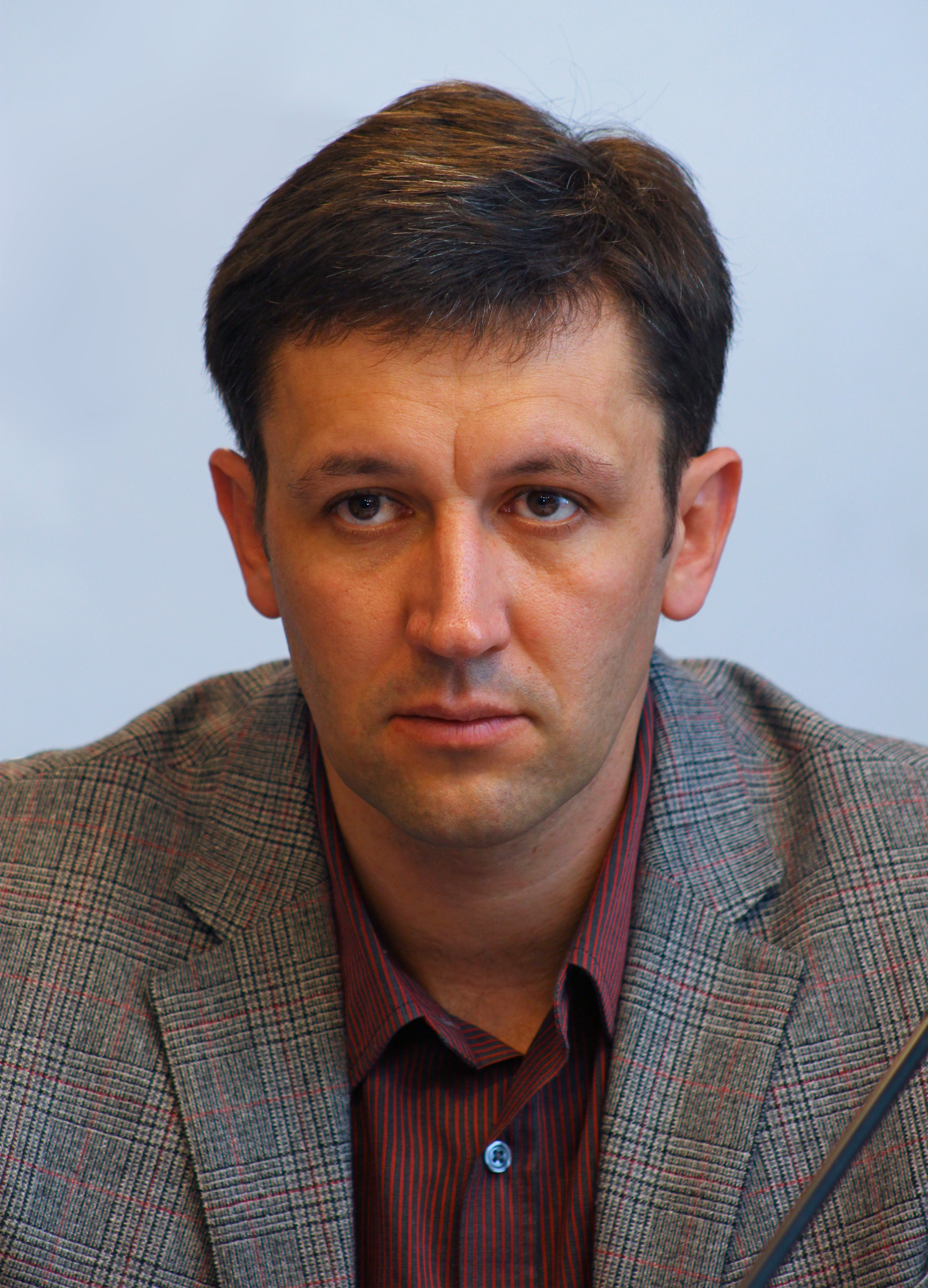
Pawel Rostowzew (2011)

Pawel Alexandrowitsch Rostowzew (russisch Павел Александрович Ростовцев, wiss. Transliteration Pavel Aleksandrovič Rostovcev; * 21. September 1971 in Gus-Chrustalny, Oblast Wladimir) ist ein ehemaliger russischer Biathlet.
Im Jahr 2000 siegte er bei den Weltmeisterschaften in Lahti mit der russischen Staffel. 2001 wurde er Weltmeister im Sprint über 20 Kilometer und in der Verfolgung über 12,5 Kilometer. In der Weltcup-Gesamtwertung der Saison 2001/2002 belegte Rostowzew den 2. Platz. Bei den Olympischen Spielen in Turin holte er Silber mit der russischen Staffel. Im November 2006 teilte Rostowzew mit, dass er seine Karriere beenden und als Leiter eines Sportkomitees in Krasnojarsk arbeiten will.
Er lebt im sibirischen Krasnojarsk. Er war mit der Gesamteuropacupsiegerin 1997/1998 im Biathlon Julija Dykanjuk verheiratet und hat zwei Söhne. Am 1. November 2007 starb Julija Rostowzewa im Alter von 35 Jahren.

## Bilanz im Biathlon-Weltcup
Die Tabelle zeigt alle Platzierungen (je nach Austragungsjahr einschließlich Olympische Spiele und Weltmeisterschaften).
- 1.–3. Platz: Anzahl der Podiumsplatzierungen
- Top 10: Anzahl der Platzierungen unter den ersten zehn (einschließlich Podium)
- Punkteränge: Anzahl der Platzierungen innerhalb der Punkteränge (einschließlich Podium und Top 10)
- Starts: Anzahl gelaufener Rennen in der jeweiligen Disziplin

| Platzierung | Einzel | Sprint | Verfolgung | Massenstart | Team | Staffel | Gesamt |
| ----------- | ------ | ------ | ---------- | ----------- | ---- | ------- | ------ |
| 1. Platz    | 2      | 2      | 3          |             |      | 6       | 13     |
| 2. Platz    |        | 5      | 4          | 3           |      | 11      | 23     |
| 3. Platz    |        | 2      | 3          | 1           |      | 7       | 13     |
| Top 10      | 8      | 29     | 30         | 8           | 1    | 41      | 117    |
| Punkteränge | 25     | 53     | 43         | 19          | 1    | 41      | 182    |
| Starts      | 31     | 70     | 50         | 19          | 1    | 41      | 212    |